# (5978) Kaminokuni
(5978) Kaminokuni (1992 WT) – planetoida z pasa głównego asteroid okrążająca Słońce w ciągu 3,33 lat w średniej odległości 2,23 j.a. Odkryta 16 listopada 1992 roku.